# Did You Ever Love Me
"Did You Ever Love Me" är en R&B-ballad framförd av den kanadensiska sångerskan Deborah Cox, komponerad av James Wright, Flyte Tyme, Terry Lewis, James III Harris och sångerskan själv för hennes femte studioalbum The Promise (2008).
I "Did You Ever Love Me?" reflekterar sångerskan över en sönderfallande relation. Låten gavs ut som skivans ledande singel den 24 augusti 2008 enbart på den amerikanska musikmarknaden. Låten markerade Coxs första singelrelease under sitt eget skivbolag, Deco Recordings och sångerskans första singelutgivning från ett studioalbum sedan 2003:s "Play Your Part" hemmahörande på sångerskans tredje studioalbum The Morning After. Utan någon musikvideo eller annan marknadsföring, debuterade singeln på en 83:e plats på USA:s Hot R&B/Hip-Hop Songs och klättrade endast till en 69:e plats innan den snabbt föll av listan en månad senare.

## Format och innehållsförteckningar
- Amerikansk digital singel

1. "Did You Ever Love Me?" - 4:09

## Listor
| Listor (2008-2009)                          | Topp position |
| ------------------------------------------- | ------------- |
| Amerikanska Billboard Adult R&B             | 26            |
| Amerikanska Billboard Hot R&B/Hip-Hop Songs | 69            |